# Ochrus chapadense
Ochrus chapadense là một loài bọ cánh cứng trong họ Cerambycidae.